# Vlasta Bohdalová
Vlasta Bohdalová (* 18. září 1957 Humpolec) je česká politička, v letech 2006 až 2013 a opět v letech 2014 až 2017 poslankyně Poslanecké sněmovny PČR, v letech 2004 až 2016 zastupitelka Jihočeského kraje, v letech 1998 až 2006 náměstkyně primátora města České Budějovice.

## Vzdělání, profese a rodina
V roce 1980 absolvovala Pedagogickou fakultu v Českých Budějovicích. Poté do roku 1996 vyučovala český jazyk. Je vdaná, vychovala dceru Soňu a syna Tomáše.

## Politická kariéra
V roce 1990 vstoupila do České strany sociálně demokratické (od roku 2023 Sociální demokracie). V letech 1994–2006 zasedala v zastupitelstvu Českých Budějovic, kde od roku 1995 zastávala funkci radní. V komunálních volbách v roce 1994, komunálních volbách v roce 1998 a komunálních volbách roku v roce 2002 byla zvolena do zastupitelstva města České Budějovice za ČSSD. Profesně se k roku 1998 uváděla jako poradkyně místopředs. PS PČR, následně k roku 2002 coby náměstkyně primátora. Do českobudějovického zastupitelstva neúspěšně kandidovala v komunálních volbách v roce 2006. V období 1998–2006 vykonávala post náměstkyně primátora pro školství, sociální věci, kulturu a sport.
V letech 1996–1998 působila jako asistentka poslance Václava Svobody a poradkyně tehdejší místopředsedkyně Poslanecké sněmovny PČR Petry Buzkové. K roku 2006 se uvádí jako místopředsedkyně Okresního výkonného výboru ČSSD v Českých Budějovicích a členky Ústředního výkonného výboru sociální demokracie.
V krajských volbách v roce 2004 byla zvolena do Zastupitelstva Jihočeského kraje za ČSSD. Mandát krajského zastupitele obhájila v krajských volbách v roce 2008 a krajských volbách v roce 2012. O obhajobu se pokoušela též ve volbách v roce 2016, ale tentokrát však neuspěla.
Ve volbách v roce 2006 byla zvolena do poslanecké sněmovny za ČSSD (volební obvod Jihočeský kraj). Věnovala se činnosti v Petičním výboru, Výboru pro vědu, vzdělání, kulturu, mládež a tělovýchovu a byla zvolena místopředsedkyní Volebního výboru. Ve volbách v roce 2010 poslanecký mandát obhájila. Byla členkou výboru pro vědu, vzdělání, kulturu, mládež a tělovýchovu, petičního výboru a do prosince 2012 i členkou kontrolního výboru sněmovny.
Ve volbách do Poslanecké sněmovny PČR v roce 2013 kandidovala za ČSSD na 2. místě její kandidátky v Jihočeském kraji, ale neuspěla. ČSSD sice v kraji získala tři mandáty, ale vlivem preferenčních hlasů ji přeskočili Vítězslav Jandák a Jan Mládek. Skončila tak celkově čtvrtá a stala se první náhradnicí. Do Sněmovny se vrátila dne 31. března 2014 poté, co rezignoval na svůj mandát Jiří Zimola kvůli kumulaci funkcí poslance a hejtmana.
Ve volbách do Poslanecké sněmovny PČR v roce 2017 obhajovala svůj poslanecký mandát za ČSSD v Jihočeském kraji, ale neuspěla.
V červnu 2025 SOCDEM opustila kvůli jejímu vyjednávání o společné kandidatuře s hnutím Stačilo!.